# Shake That
"Shake That" é uma canção do rapper Eminem de seu álbum de maiores hits Curtain Call: The Hits, conta com a participação de Nate Dogg. É uma das três novas canções lançadas no álbum, e foi o segundo e último single lançado de Curtain Call, após "When I'm Gone".
O single foi lançado no início de 2006 nos Estados Unidos, e tornou-se um grande sucesso, atingindo a #6 posição no Billboard Hot 100. "Shake That" foi indicada para o 49. Anual Grammy Awards na categoria "Melhor Colaboração de Rap/Canto", mas perdeu para "My Love" de Justin Timberlake e TI.
Existe também um remix da canção com Eminem, Obie Trice e Bobby Creekwater lançada no álbum Eminem Presents: The Re-Up de 2006.

## Desempenho nas paradas
| Paradas (2006)                             | Melhor posição |
| ------------------------------------------ | -------------- |
| Portugal Associação Fonográfica Portuguesa | 25             |
| Suécia (Sverigetopplistan)                 | 59             |
| Estados Unidos Billboard Hot 100           | 6              |
| Estados Unidos Pop Songs (Billboard)       | 13             |
| Estados Unidos Rap Songs (Billboard)       | 11             |
| Estados Unidos Pop 100 (Billboard)         | 6              |
| Reino Unido (UK Singles Chart)             | 90             |
| Reino Unido (OCC UK R&B)                   | 21             |